# Phakamani Mahlambi
 Phakamani Lungisani Mahlambi (Johannesburgo, Sudáfrica; 12 de septiembre de 1997) es un futbolista sudafricano que juega como centrocampista en el AmaZulu de la Premier Soccer League de Sudáfrica.

## Clubes
| Club              | País      | Año         |
| ----------------- | --------- | ----------- |
| Bidvest Wits F.C. | Sudáfrica | 2015 - 2017 |
| Al-Ahly S.C.      | Egipto    | 2017 - 2018 |
| Mamelodi Sundowns | Sudáfrica | 2018 - 2020 |
| AmaZulu           | Sudáfrica | 2020 -      |

## Palmarés

### Campeonatos nacionales
| Título                   | Club              | País      | Año     |
| ------------------------ | ----------------- | --------- | ------- |
| Premier Soccer League    | Bidvest Wits F.C. | Sudáfrica | 2016-17 |
| Premier League de Egipto | Al-Ahly S.C.      | Egipto    | 2017-18 |